# Kocharka
Kocharka (en macédonien Кошарка) est un village du sud de la Macédoine du Nord, situé dans la municipalité de Demir Kapiya. Le village comptait 22 habitants en 2002.

## Démographie
Lors du recensement de 2002, le village comptait :
- Turcs : 22